# Twierdza Dyneburg
Twierdza Dyneburg (Daugavpils cietoksnis, Даугавпилсская крепость) – zbudowana przez Rosjan w XIX wieku w Dyneburgu nad Dźwiną, w miejscu wcześniejszych polskich fortyfikacji z XVII wieku.

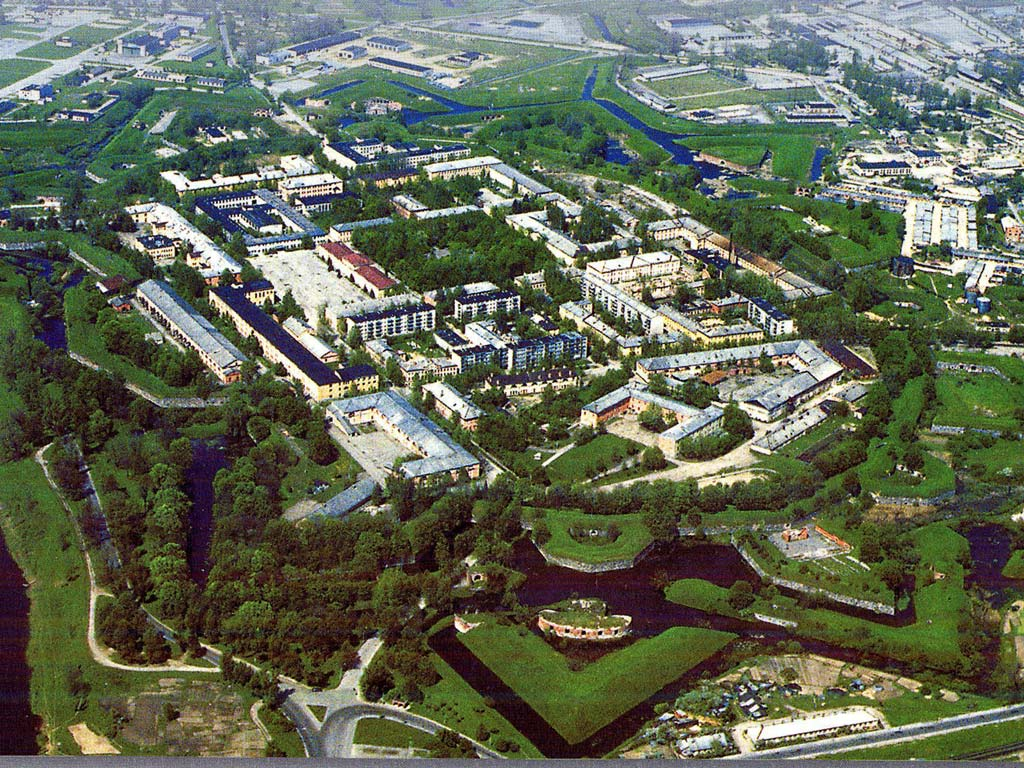
Twierdza w Dyneburgu

## Historia
Po I rozbiorze miasto Dyneburg włączono do Rosji. W 1810 roku Rosjanie rozpoczęli pospieszną budowę nowej twierdzy, według projektu i pod kierunkiem inż. pułkownika Georga Heinricha Heckla (1764–1832 Егор Фёдорович Гекель) – byłego oficera polskiego i pruskiego. W trakcie budowy twierdza została opanowana w 1812 roku przez wojska francuskie pod dowództwem marszałka Nicolasa Oudinota (1767–1847) – Rosjanie opuścili ją, mimo odparcia przez generała majora Ulanowa (1753–1819 Гаврила Петрович Уланов) kilkudniowych francuskich prób zdobycia przyczółka mostowego na lewym brzegu Dźwiny. Po odzyskaniu Dyneburga pod koniec 1812 roku, Rosjanie prowadzili systematyczne, ale powolne prace fortyfikacyjne do 1878 roku. Projekt Heckla został znacząco zmodyfikowany, m.in. przez generała majora inż. Karla Oppermana (1766–1831 Карл Иванович Опперман) – szefa rosyjskiej inżynierii wojskowej, budowniczego twierdzy w Bobrujsku, autora projektu twierdzy w Brześciu nad Bugiem.
W dobie powstania listopadowego w Dyneburgu zawiązano spisek, mający na celu opanowanie twierdzy. Do spisku należeli m.in. Lucjan Plater, Aleksander Rypiński; współdziałała z nimi w konspiracji również Emilia Plater. Spisek zakończył się jednak niepowodzeniem, co zmusiło konspiratorów do dezercji z armii rosyjskiej.
W 1833 roku daleka od ukończenia twierdza została uroczyście poświęcona w obecności cara Mikołaja I. Rozbudowano ją w latach 1860-1878: zbudowano kilka półstałych fortów połączonych ze sobą wałami. W 1893 car Aleksander III zmienił nazwę miasta na Dźwińsk (Двинск). W 1897 Dźwińsk stracił status twierdzy i został twierdzą‑składem. Jej ostatnim dowódcą był w latach 1906–1917 generał Iwan Nikołajewicz Lwow (1857–1925).
Na początku 1920 roku Dyneburg został zdobyty przez oddziały polskie i łotewskie dowodzone przez gen. Rydza-Śmigłego w czasie operacji dyneburskiej. W obawie przed odcięciem przez Rosjan (ofensywa Tuchaczewskiego podczas wojny bolszewickiej) polska załoga opuściła twierdzę w lipcu 1920 roku. Od 1920 do 1940 roku w twierdzy stacjonowały wojska łotewskie. Od 1941 roku w twierdzy mieścił się niemiecki obóz Stalag-340. Od 1948 do 1994 roku w twierdzy stacjonowały oddziały Armii Radzieckiej.
Na murach twierdzy w 1923 roku umieszczono tablicę ku czci walczącego w powstaniu styczniowym hrabiego Leona Broel-Platera, który został rozstrzelany w niej przez Rosjan (tablica została zniszczona).
Od 2004 roku prowadzone są starania w celu sprzedaży twierdzy; od około 2011 roku niektóre budynki wojskowe oraz umocnienia są remontowane i adaptowane między innymi na cele kulturalne.

## Architektura
Znajdująca się niegdyś na terenie twierdzy cerkiew z dwiema wieżami to dawny katolicki kościół jezuitów. Sobór został zniszczony w 1944 roku, ruiny rozebrano w latach 50. XX wieku.